# Coelogyne calcarata
Coelogyne calcarata é uma espécie de orquídea epífita, família Orchidaceae, originária de Maluku, Seram.